# Kamień runiczny z Gørlev

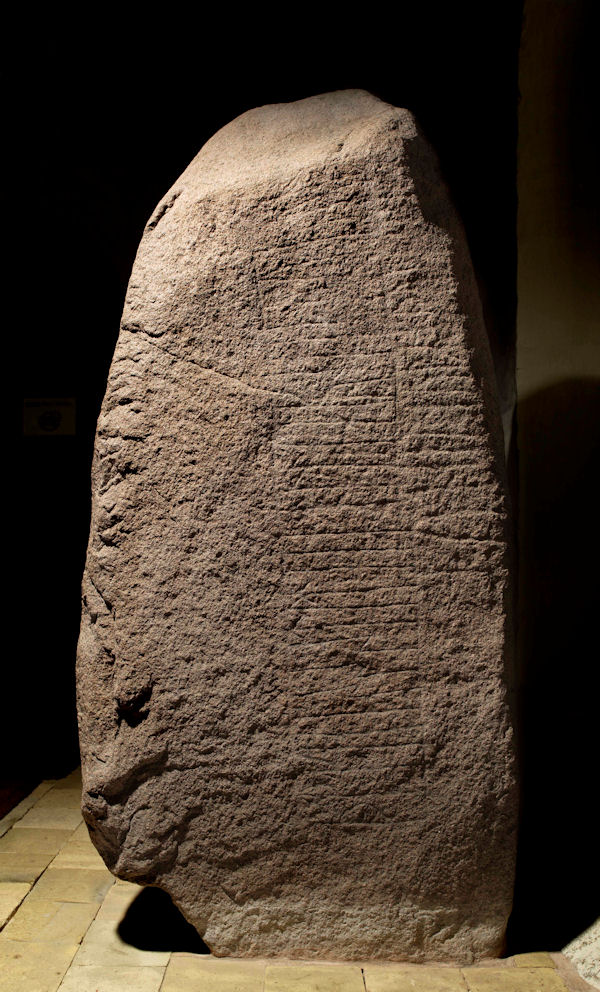
Kamień runiczny z Gørlev

Kamień runiczny z Gørlev (DR 239) – kamień runiczny znajdujący się w kościele w Gørlev na duńskiej wyspie Zelandia.
Zabytek wykonany został z granitu, ma 315 cm wysokości i 88 cm szerokości. Został odkryty przypadkowo w 1921 roku, w trakcie budowy nowych schodów do zakrystii kościoła parafialnego w Gørlev. Wezwany do pracy murarz podczas rozbiórki starych schodów odkrył, iż w progu drzwi wmurowany jest kamień pokryty napisem runicznym. Powiadomieni o sprawie pracownicy Muzeum Narodowego w Kopenhadze przyjechali do miejscowości i wbrew protestom proboszcza wyciągnęli kamień z posadzki. 
Głaz pochodzi z I połowy IX wieku. Pierwotnie wieńczył prawdopodobnie grób członka jakiegoś wysoko sytuowanego rodu. Kościół w Gørlev, do budowy którego został użyty, wzniesiony został w XII wieku. Inskrypcja pokrywa dwie strony kamienia, jej końcówka jest nieczytelna. Wyryty tekst głosi:
þiauþui ÷ risþi ÷ stin þonsi ÷ aft uþinkaur ÷ ¶ fuþorkhniastbmlR ÷ niut ual kums :
þmkiiissstttiiilll (:) iak sata ru--r| |ri(t) ¶ kuni armutR kru(b)------ 
co znaczy:
Tjodvi wzniósł ten głaz dla Odinkara. fuþarkhniastbmlR. Miej pożytek z tego grobowca. þmkiiissstttiiilll. Runy uszeregowałem poprawnie. Gunni, Armund...
Zawarty w inskrypcji 16-znakowy ciąg liter fuþarku młodszego oraz magiczna formuła miały zapewnić nienaruszalność grobowca.